# Cerezal de Puertas
Cerezal de Puertas es una localidad del municipio de Puertas, en la comarca de La Ramajería, provincia de Salamanca, España. 

## Etimología
El término «cerezal» es propio de la lengua leonesa, en la que tendría el significado de «cerezo». En este sentido, en la Edad Media en el área leonesa fue bastante común el empleo de nombres de árboles o plantas para denominar las localidades que se fueron fundando. En este sentido, nos encontramos "Cerezal" dando nombre a varias localidades en Asturias (La Cerezal y Cerezal), León (Cerezal de Tremor y Cerezal de La Guzpeña), Zamora (Cerezal de Aliste y Cerezal de Sanabria), Salamanca (Cerezal de Peñahorcada y Cerezal de Puertas) y Cáceres (Cerezal).

## Historia
La fundación de Cerezal de Puertas se fecha en la Edad Media, debiéndose a las repoblaciones efectuadas por los reyes leoneses, apareciendo recogido como Cerezal ya en el siglo XIII. Con la creación de las provincias actuales en 1833 Cerezal de Puertas, como parte del municipio de Puertas, quedó adscrito a la de Salamanca, dentro de la Región Leonesa.

## Demografía
En 2019 Cerezal de Puertas contaba con una población de 26 habitantes, de los cuales 13 eran hombres y 13 mujeres. (INE 2019).
| Gráfica de evolución demográfica de Cerezal de Puertas entre 2000 y 2019                 |
|                                                                                          |
| Fuente: Instituto Nacional de Estadística de España - Elaboración gráfica por Wikipedia. |